# Żytkowicze
Żytkowicze (Żydkowicze) (białorus. Жыткавічы, ros. Житковичи) – miasto na Białorusi w obwodzie homelskim. Stolica administracyjna rejonu żytkowickiego. 15,9 tys. mieszkańców (2010).
Wieś duchowna położona była w końcu XVIII wieku w powiecie pińskim województwa brzeskolitewskiego.
Znajduje tu się stacja kolejowa Żytkowicze, położona na linii Homel - Łuniniec - Żabinka. W okresie międzywojennym była ona sowiecką stacją graniczną na granicy z Polską.
W mieście działają parafie: prawosławna św. Teodozjusza Czernihowskiego i rzymskokatolicka św. Józefa Rzemieślnika.

## Znani żytkowiczanie
- Ludmiła Piskun (ur. 1938) – białoruski filolog, wykładowca i dziennikarz.
- Aleś Tabolicz – białoruski muzyk, lider grupy "Зьніч".
- Siergij Rodakowskij (1882–1933) – duchowny prawosławny, proboszcz parafii Świętej Trójcy w Talu koło Lubani, jeden z 23 białoruskich męczenników za wiarę prawosławną w okresie stalinizmu.
- Michaił Rusy – współczesny polityk białoruski.
- Natallia Czornahałowa (ur. 1954) – białoruska malarka.